# 格施尼茨
格施尼茨是奥地利蒂罗尔州因斯布鲁克兰县的一个市镇。总面积59.1平方公里，总人口415人，人口密度7.0人/平方公里（2011年）。